# Gelastocephalus semicarinatus
Gelastocephalus semicarinatus är en insektsart som först beskrevs av Jacobi 1928.  Gelastocephalus semicarinatus ingår i släktet Gelastocephalus och familjen kilstritar. Inga underarter finns listade i Catalogue of Life.